# Minami, Hiroshima
Minami-ku (南区) là một trong 8 khu của thành phố Hiroshima, Nhật Bản.
Đến ngày 01 tháng 10 năm 2010, dân số của khu này là 138.583 người với mật độ 5.310. Tổng diện tích là 26,09 km².